# Stutterheim (Südafrika)
Stutterheim ist eine Stadt in der Gemeinde Amahlathi, Distrikt Amathole in der südafrikanischen Provinz Eastern Cape. Sie befindet sich am waldreichen Fuß der Amathole-Berge. 2011 hatte sie 24.673 Einwohner.

## Geschichte
Die Anfänge der Gemeinde gehen auf eine Aktivität der Berliner Missionsgesellschaft zurück, die 1837 durch Pastor Jacob Ludwig Döhne hier die Station Bethel gründen ließ. Durch den Zuzug von Veteranen aus dem Krimkrieg (1853 bis 1856) 20 Jahre nach Stationsgründung wandelte sich der Charakter in diesem Siedlungsgebiet. Die Stadt entstand 1857 um diese Missionsstation und erhielt 1879 das Stadtrecht.
Die Stadt erhielt ihren Namen nach Generalmajor Baron Richard von Stutterheim. Dieser war im Krimkrieg mit einer Deutschen Legion beteiligt, gelangte mit ihr aber nur bis Istanbul. Von dort verschiffte man die Gruppe als neue Siedler in die britische Kapkolonie, wo sie mehrere Orte gründeten. An der Stelle der Häusergruppe Dohne’s Post entstand so die Stadt Stutterheim.
Im Siebten Grenzkrieg erlitt die Missionsstation erhebliche Zerstörungen. Sie wurde durch den Missionar Albert Kropf wieder aufgebaut. Kropfs besondere Leistung, die dadurch mit der Stadtgeschichte Stutterheims verbunden ist, besteht in der Erforschung der Xhosa-Sprache.
Stutterheim ist ein Ort der evangelischen Missionsarbeit im Amatholegebiet. Die Evangelisch-Lutherische Kirche im Südlichen Afrika unterhält hier eine Pfarrgemeinde.

## Naturraum
Unweit der Stadt Stutterheim fließt der Kubusi River, ein Nebenfluss des Great Kei River. Nahe der Stadt mündet der Cumakala River in den Kubusi.
Die Waldbestände in den nördlich bis südwestlich der Stadt gelegenen Amathole-Berge gehören zu den größten zusammenhängenden Forstgebieten in der Provinz Eastern Cape. Dazu zählen die Schutzgebiete:
- Kubusi State Forest
- Fort Cunynghame State Forest
- Quacu State Forest
- Isidenge State Forest

Am Kubusi State Forest gibt es einen Stausee, der Gubu Dam. Östlich der Stadt liegt der größere Wriggleswade Dam am Kubusi River. Die höchsten Erhebungen bei Stutterheim sind der Kubusi (1654 m), Kologha (1477 m), Dohne Peak (1454 m) und Mount Kempt (1420 m). Geologisch gehört die Region zum Karoo-Hauptbecken.

## Wirtschaft
Die vorherrschende Erwerbsbranche ist die Forstwirtschaft. Das ermöglichen die dichten Wälder an den Hängen der Amathole-Berge, die für die Region eine besondere ökologische Reserve darstellen. Neben der klassischen Holznutzung gehören auch umfangreiche Aufforstungen im staatlichen Auftrag zu diesem Zweig. Weil die Region zu den wichtigen Trinkwassergewinnungsgebieten für die Großregion East London gehört, sind die verantwortlichen Stellen um Erhöhung des Wasserrückhaltevermögens im Amathole-Gebiet bemüht.
Bemerkenswert erscheint, dass in der Stadt und ihrem Umfeld hier viel Gartenbau von der Bevölkerung betrieben wird. Für die von Viehwirtschaft auf Farmen geprägte Provinz besitzt dieser Sektor eine besondere Rolle in der Regionalversorgung. In Stutterheim gibt es Einzelhandels- und Gewerbebetriebe für den regionalen Markt.
Aufgrund der bewaldeten Gegend haben sich im Umfeld der Stadt diverse Angebote des sanften Tourismus entwickelt. Seit 2004 existiert hier auch ein Waldschutzgebiet.

## Verkehrsinfrastruktur
Die Stadt verfügt über einen Eisenbahnanschluss der von East London über Cathcart nach Queenstown führenden Strecke. Diese Bahnstrecke gehört zu den ältesten in der Provinz.
Durch das Stadtzentrum führt die Nationalstraße N6, die die gleichen Städte wie die Bahnstrecke verbindet. Hier biegt die Regionalstraße R252 ab, auf der man über den Dontsa-Pass nach Keiskammahoek gelangt.

## Sehenswürdigkeiten
- Reste einer befestigten Siedlung aus dem Grenzkrieg Fortified Ranger’s Cottage von 1878
- Stationary Engine Museum
- Gubu Dam, ein Stausee an den bewaldeten Berghängen
- Goshen Moravian Church, historisches Kirchengebäude, erbaut von deutschen Siedlern im 19. Jahrhundert
- Grab des Xhosa-Häuptlings Sandile von 1878